# Національна академія наук Республіки Казахстан
Національна академія наук Республіки Казахстан — вища наукова установа Республіки Казахстан.

## Історія
Заснована 1946 в Алма-Аті на базі Казахського філіалу АН СРСР. Перший президент — К. І. Сатпаєв.

### Академія наук Казахської РСР
У 1958 році до складу АН Казахської РСР входили чотири відділи:
- 1) мінеральних ресурсів,
- 2) фізико-математичних наук,
- 3) біологічних і медичних наук,
- 4) суспільних наук, які об'єднували 21 науково-дослідний інститут, музеї, ботанічні сади, астрономічну обсерваторію, експериментальні бази в різних районах. Діяли центральна наукова бібліотека і видавництво.

У складі АН Казахської РСР у 1959 р. було 2 почесні академіки, 40 академіків, 36 членів-кореспондентів.

### Проблематика досліджень
Серед наукових досліджень чільне місце займали геологічні роботи, проблеми металургії та збагачення руд, хімічної промисловості, водного й енергетичного господарства, сейсмічні, астрономічні, астрофізичні роботи та ін.
Здійснюється комплекс досліджень, пов'язаних з проблемами освоєння цілинних земель Казахстану та використання рудних і хімічних ресурсів республіки.
Вчені республіки успішно працювали в галузі ядерної фізики, геофізики, мінералогії та петрології, геоботаніки, економіки нових галузей народного господарства. Важливе місце посідали роботи в галузі суспільних наук.

## Президенти
| №  | рік обрання | ПІБ                 | спеціалізація  |
| -- | ----------- | ------------------- | -------------- |
| 1  | 1946        | Каниш Сатпаєв       | гірнича справа |
| 2  | 1952        | Дінмухамед Кунаєв   | металургія     |
| 3  | 1955        | Каниш Сатпаєв       | гірнича справа |
| 4  | 1964        | Шафік Чокін         | енергетика     |
| 5  | 1967        | Шахмардан Єсенов    | геологія       |
| 6  | 1974        | Аскар Кунаєв        | металургія     |
| 7  | 1986        | Мурат Айтхожин      | біологія       |
| 8  | 1988        | Умірзак Султангазін | математика     |
| 9  | 1994        | Кенжегалі Сагада    | економіка      |
| 10 | 1996        | Володимир Школьник  | ядерна фізика  |
| 11 | 1999        | Нагіма Айтхожина    | біологія       |
| 12 | 2002        | Серікбек Даукєєв    | геологія       |
| 13 | 2003        | Мурат Журінов       | хімія          |

## Видання Академії
1. Вісник Національної академії наук Республіки Казахстан
2. Доповіді Національної академії наук Республіки Казахстан
3. Звістки НАН РК. Серія хімії і технології
4. Звістки НАН РК. Серія біологічна і медична
5. Звістки НАН РК. Серія аграрних наук
6. Звістки НАН РК. суспільних і гуманітарних наук
7. Звістки НАН РК. Серія фізико-математичних наук
8. Звістки НАН РК. Серія геології і технічних наук

## Пам'ятник Чокану Валіханову
Пам'ятник вченому-етнографу Чокану Валіханову (1835—1865) заввишки 8 метрів було встановлено 1969 року й орієнтовано фасад будівлі Президії Національної Академії наук Республіки Казахстан. Скульптором монумента виступив Х. Наурзбаєв, а архітектором Ш. Валіханов, за що удостоєні Державної премії Казахської РСР 1972 року.
Фігура вченого відлита в бронзі, постамент виконаний із полірованого чорного мармуру габро. В оформленні тильного боку постаменту використано казахський національний орнамент та малюнки Ч. Валіханова. Бічні сторони викладені орнаментованими плитками. Архітектурне вирішення площі, на якій розташований монумент, урочисто піднесене. Підхід до пам'ятника викладено архалетським плитняком. На лицьовій стороні постаменту розташований текст: «Шоқан Уəлиханов».
По обидва боки від монумента розташовані два водяні дзеркала, утворені фонтанними комплексами. Монумент обрамлений квітковими насадженнями та тянь-шанськими ялинами.
У 1979 році пам'ятник був внесений до реєстру пам'яток історії та культури місцевого значення Алма-Ати, а 1982 року до списку пам'яток Казахської РСР республіканського значення.